# Granbacken (gård)

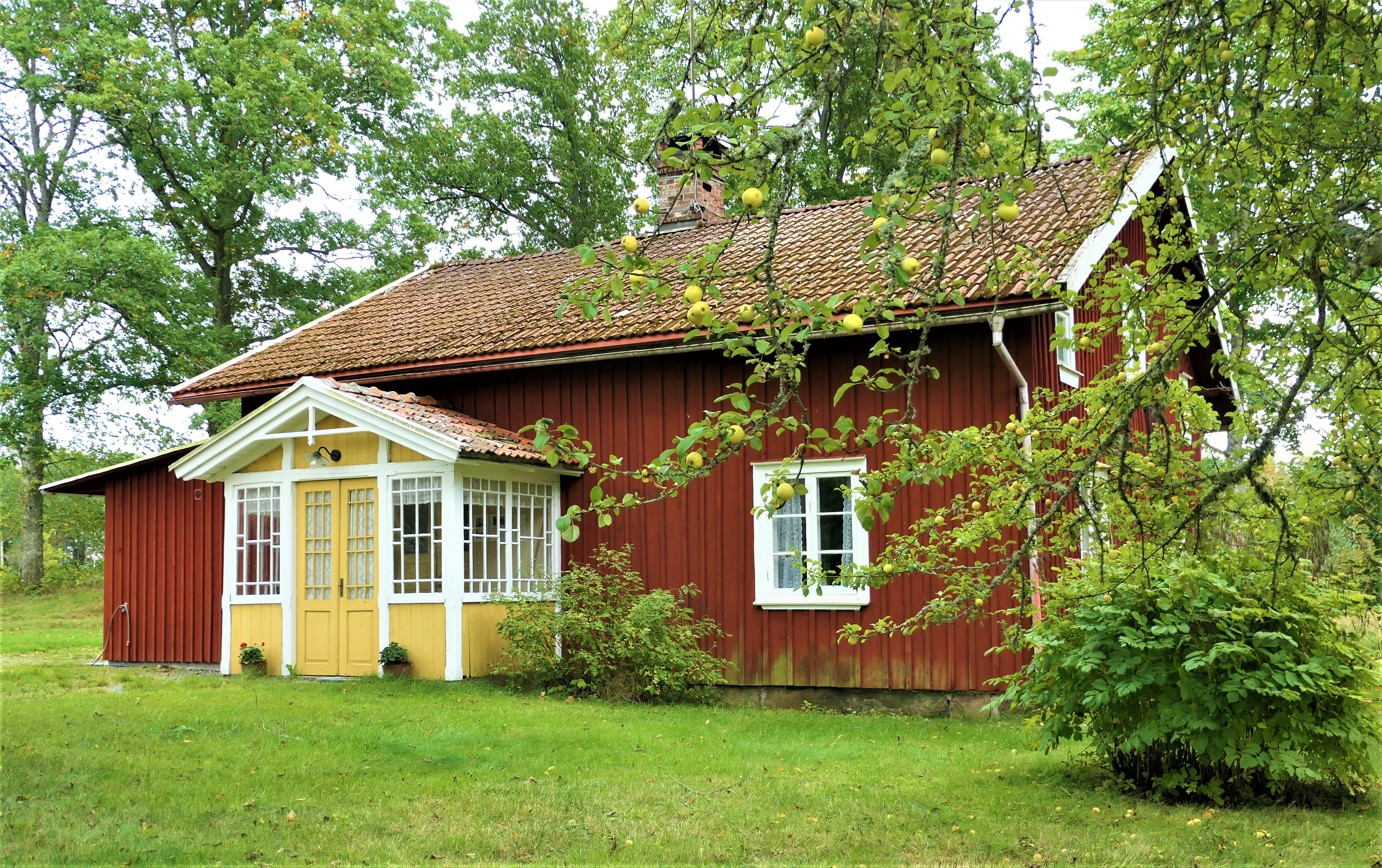
Manbyggnaden

Granbacken (Bön 1:38[förklaring behövs]) är en kulturhistoriskt värdefull tidigare bondgård i Gestads socken i Vänersborgs kommun i Dalsland. Granbacken ligger i brytningen av Dalboslätten och mer kuperade områden och utgör välbevarad äldre agrar bebyggelsemiljö. 
Bön upptas i den äldsta jordeboken från 1540 som ett helt skattehemman, vilket hade utmark med djur på bete norr om gårdarna. Knarremyrsskogen storskiftades 1785 och uppodlades under 1800-talet. Byns alla hus förstördes i en brand i juli 1750. På storskifteskartan från 1783 ligger byns gårdar samlade invid en bäck. I samband med laga skifte 1834 flyttade alla gårdar utom en till nya lägen på byns mark, och numera finns ingen bebyggelse kvar där byn tidigare låg. Bön 1:38 var en av de gårdar som flyttade ut, varvid också byggnaderna togs med. Några decennier efter skiftet byggdes nytt boningshus, men ett par av de ursprungliga  byggnaderna finns kvar.
Ladugårdslängan från 1750-talet är en av de äldsta bevarade i Dalsland och har högt kulturhistoriskt värde. Den har en centralt placerad heltimrad loge med lador på var sida. Vänster därom ligger i längan det timrade fähuset med tio kor och ungdjur på 1900-talet, och till höger i längan stall. Längst ut finns vedbod i en tillbyggnad.
Ladugårdslänga, ladan från 1860-talet och boningshus bildar en sammanhållen gårdsmiljö med tydligt separerad man- och fägård. I miljön ingår manbyggnad från 1865, magasin från 1750, ladugårdslänga, lada från 1860-talet, källare från första hälften av 1900-talet, garage troligen från 1950-talet och två hönshus från 1900 och från 1950. Ladugårdslängans halmtak har ersatts av vasstak, som senast lades om 2001.  
Jordbruket bedrevs på gården till och med 1970-talet, varefter den och markerna såldes till en granngård. Gestads hembygdsförening tog hand om själva gårdsmiljön 1985.

## Bildgalleri

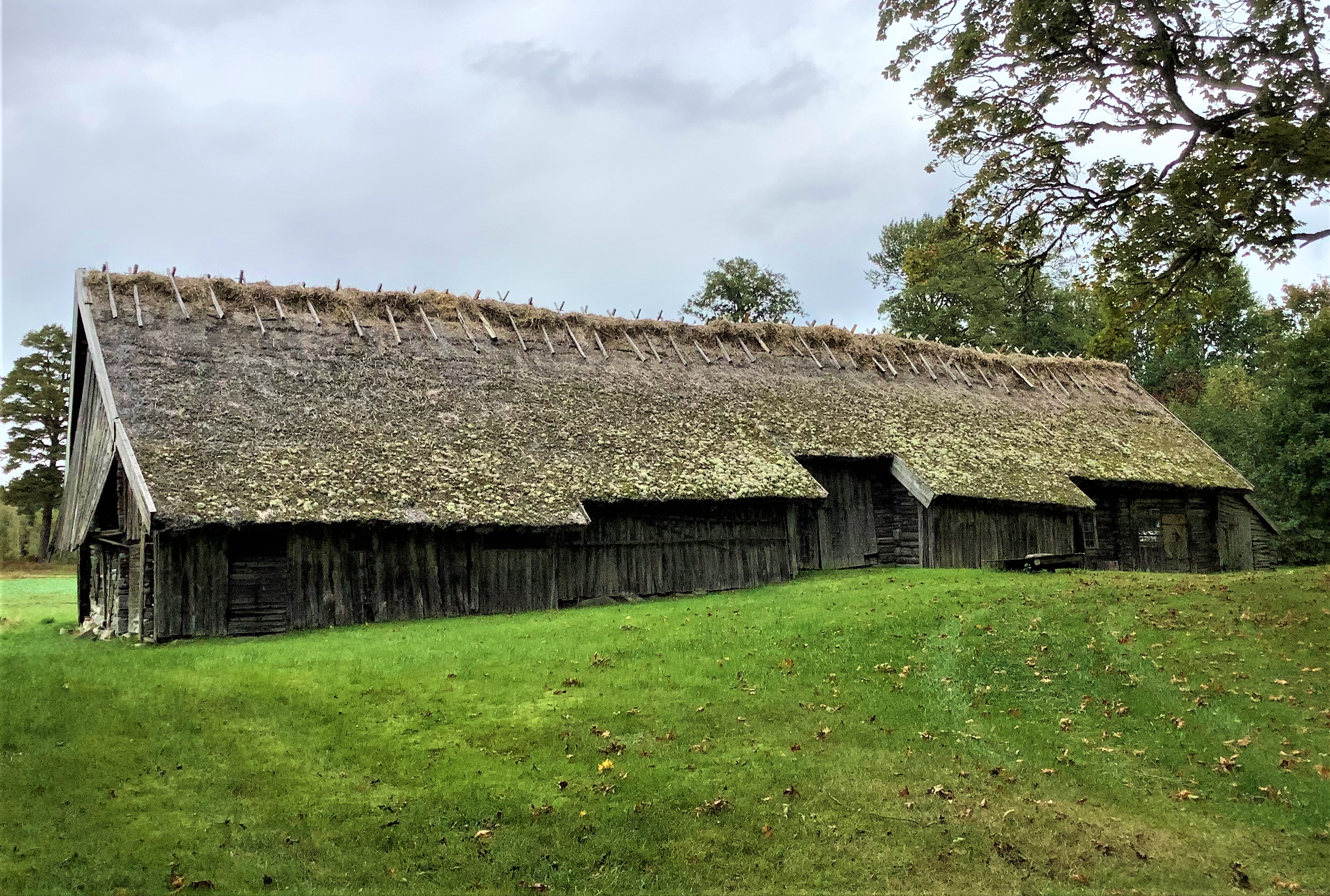
Ladugårdslängan från väster, med fähuset längst till vänster. Taket har klätts med vass.
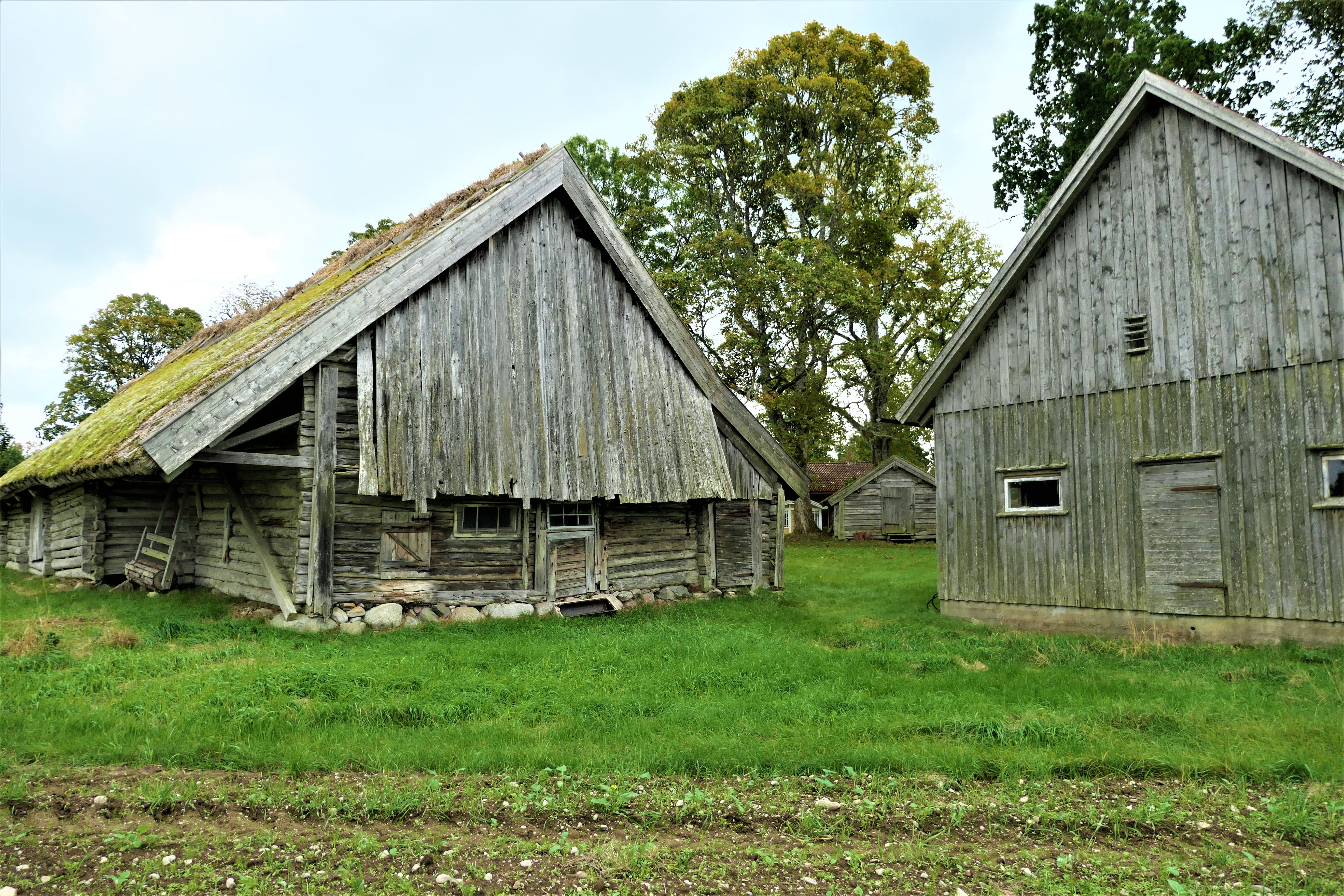
Till vänster fähuset i norra gaveln av ladugårdslängan, skyddat av brädor, till höger ladan. I bakgrunden skymtar magasinet.
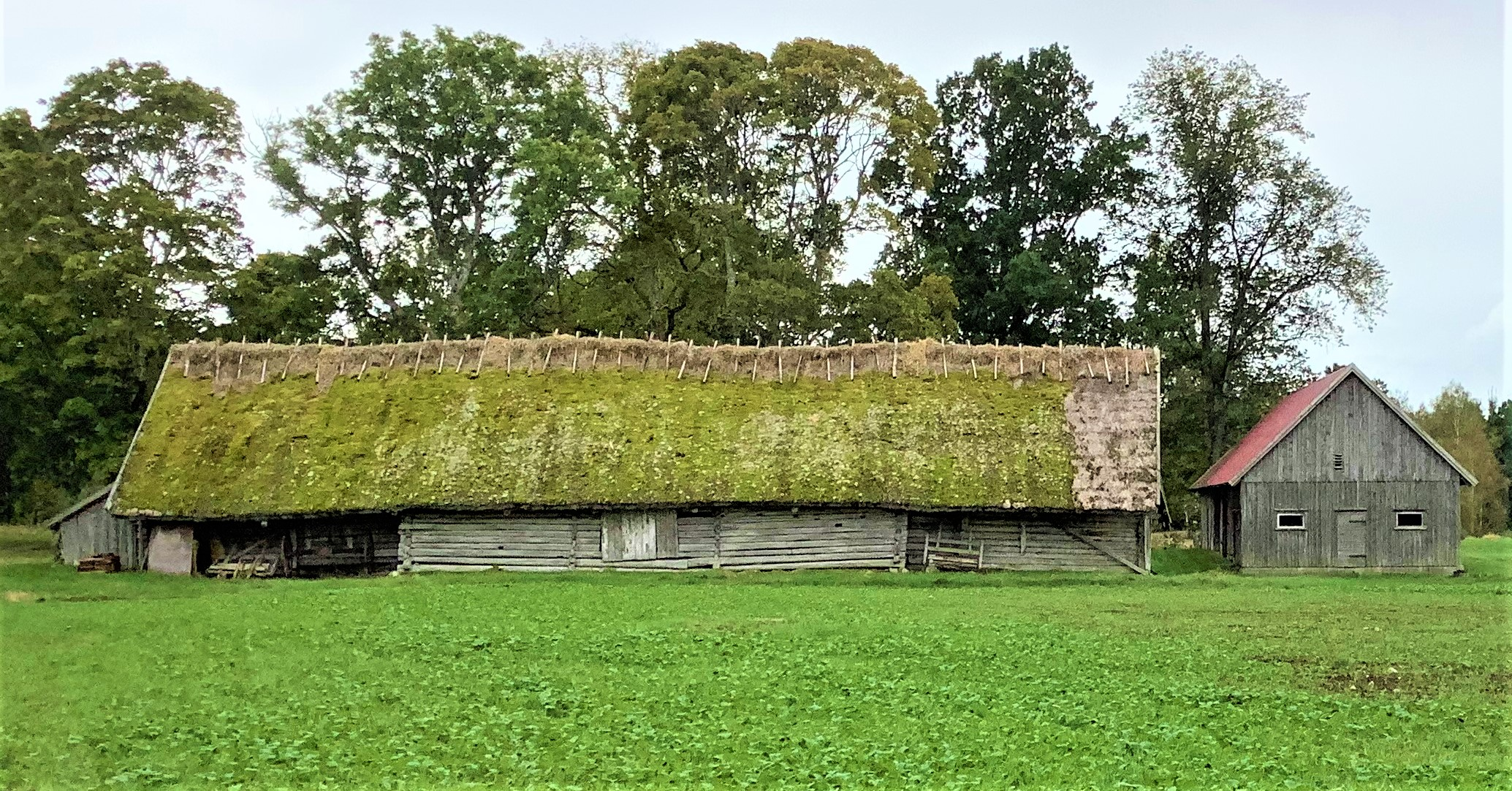
Ladugårdslängan och ladan från öster
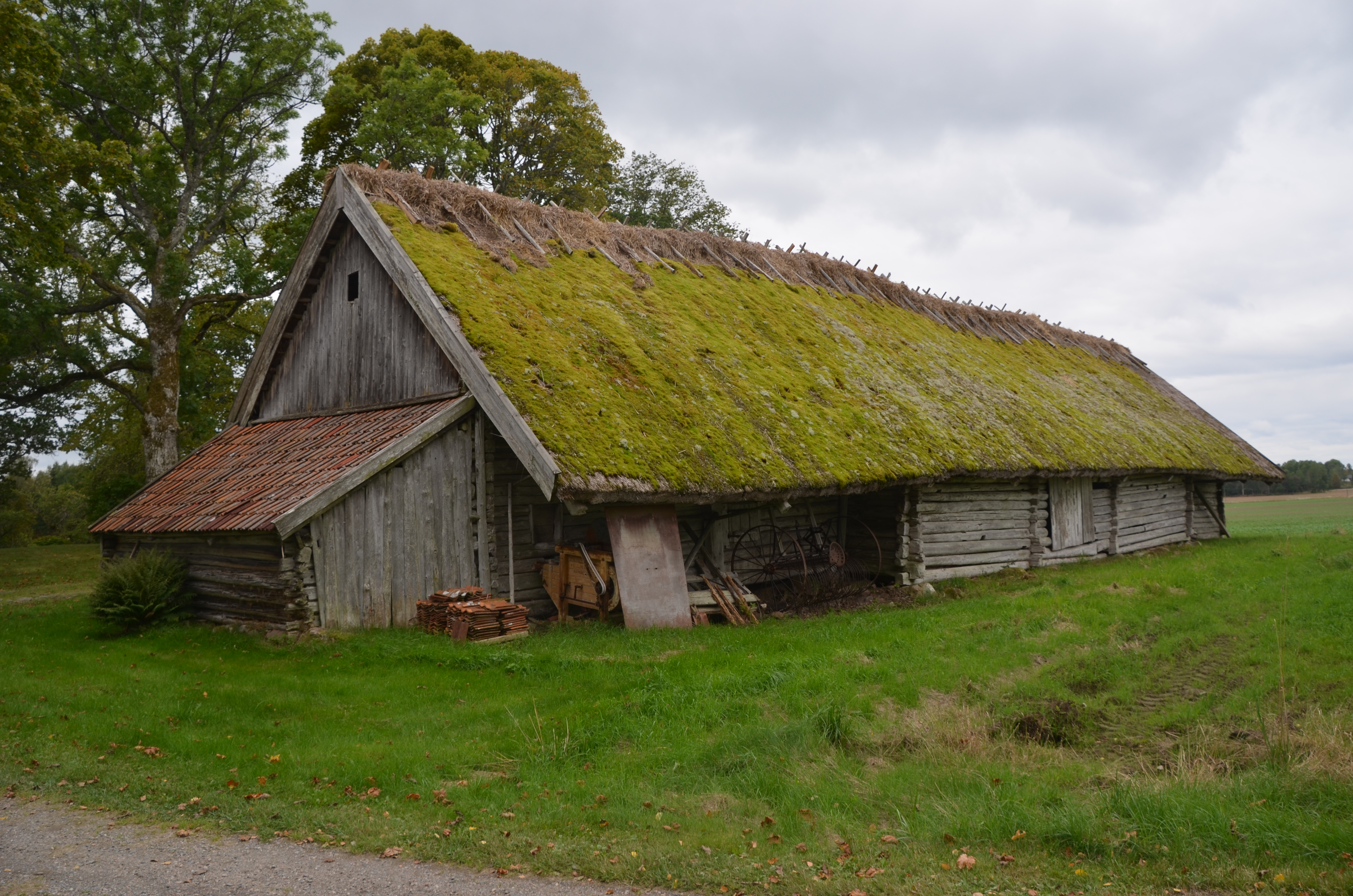
Baksidan av ladugårdslängan från öster
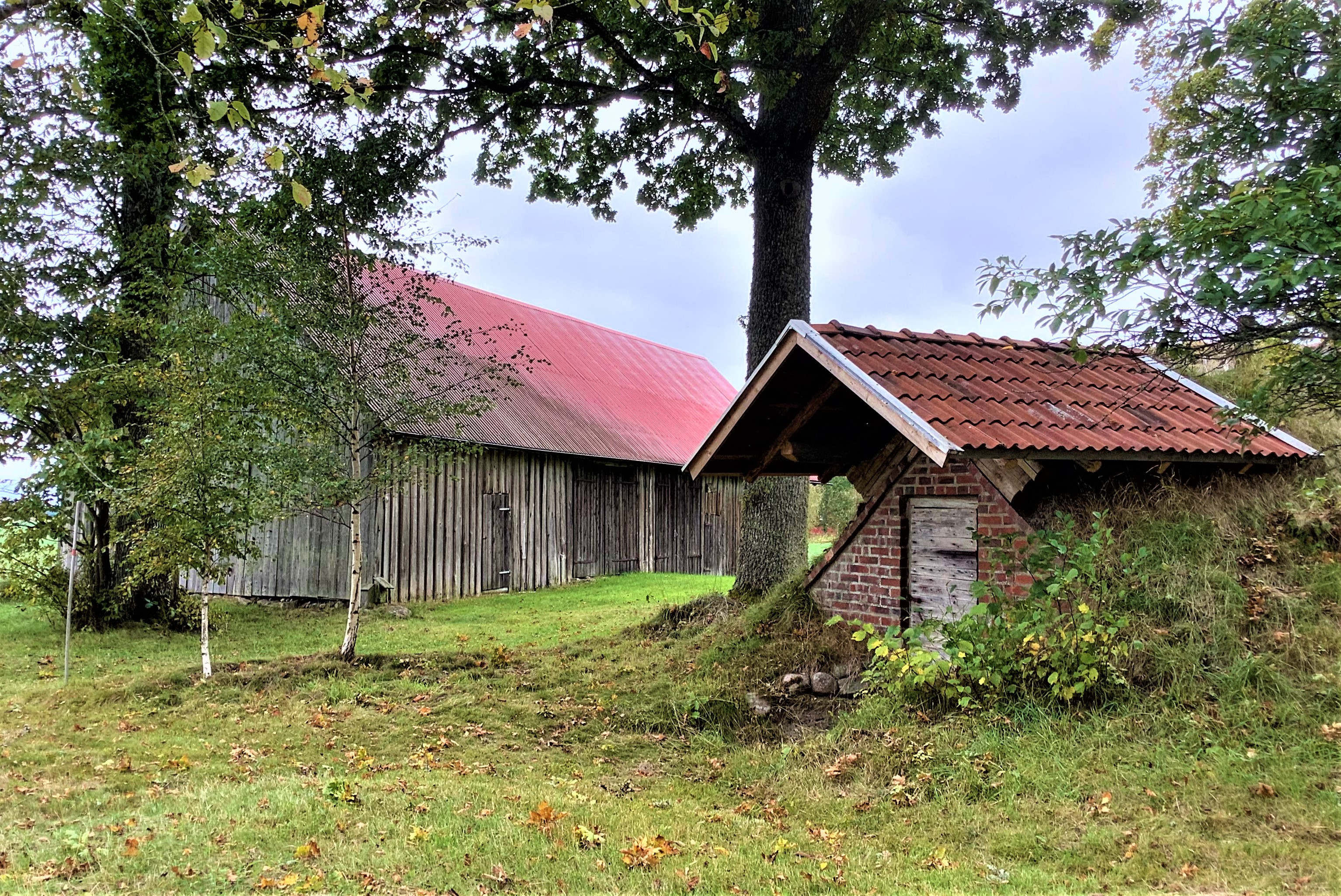
Potatiskällaren och ladan
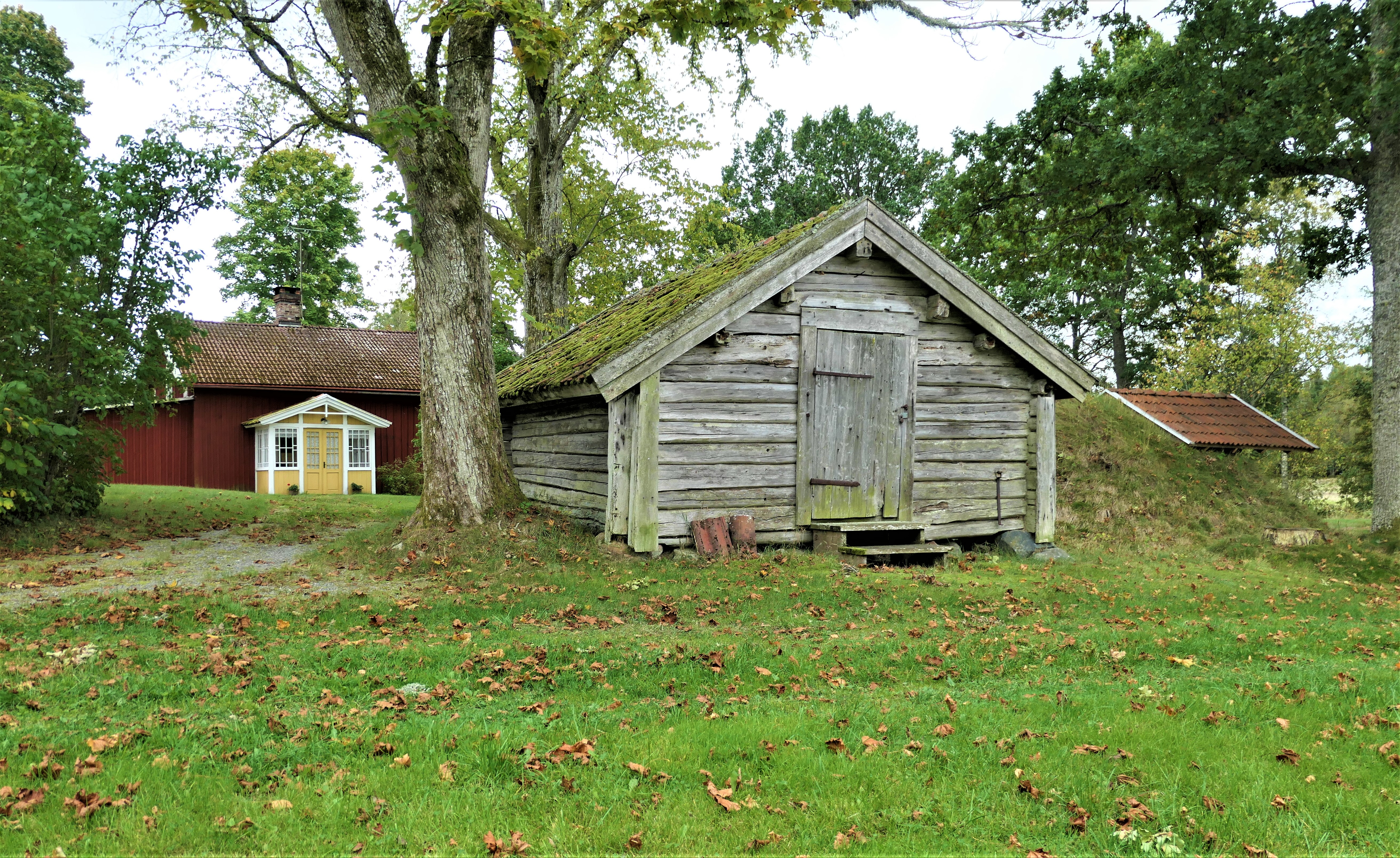
Magasinet, med manbyggnaden i bakgrunden
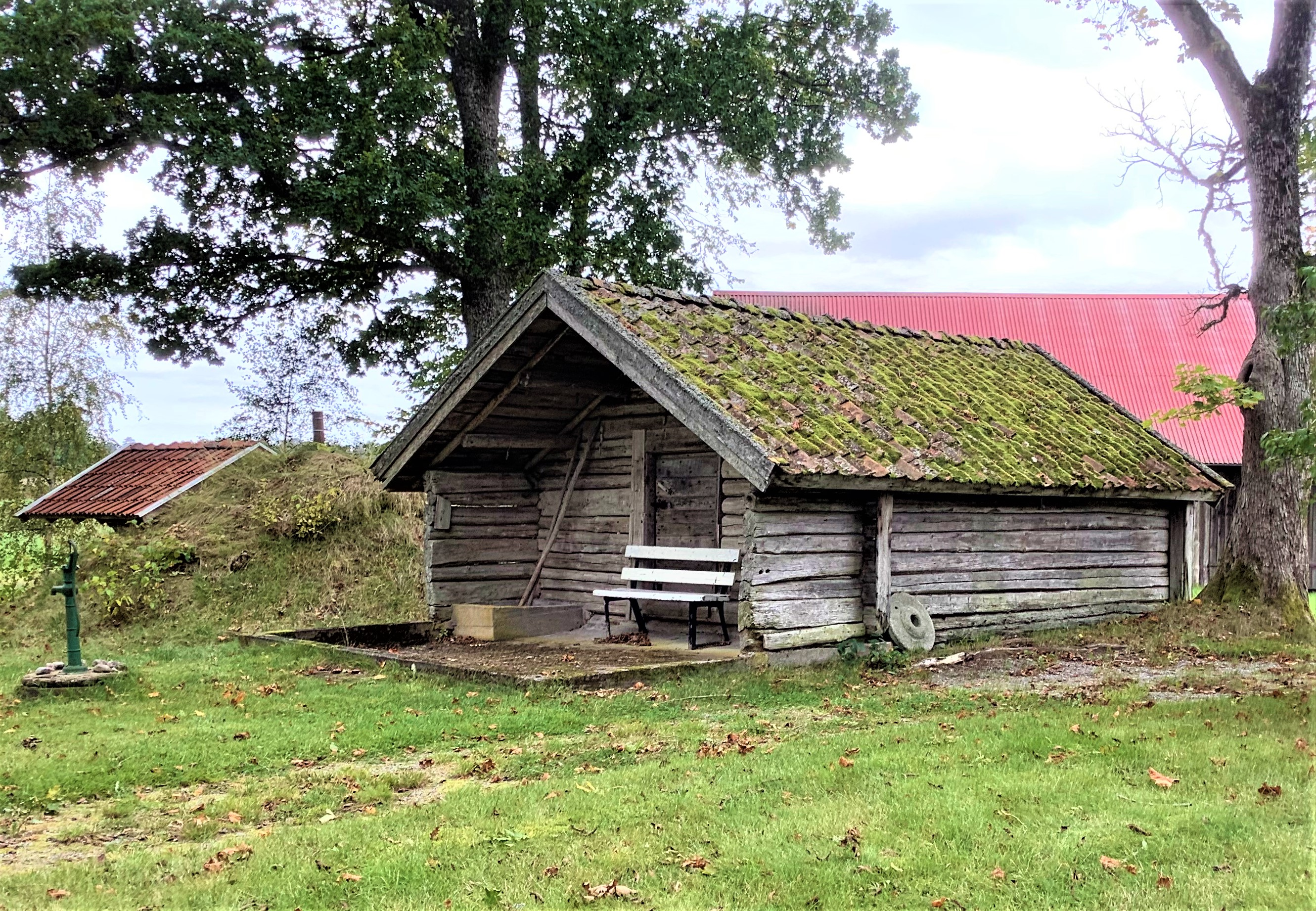
Magasinet, sett från manbyggnaden